# Carisolo
Carisolo is een gemeente in de Italiaanse provincie Trente (regio Trentino-Zuid-Tirol) en telt 936 inwoners (31-12-2004). De oppervlakte bedraagt 24,7 km², de bevolkingsdichtheid is 38 inwoners per km².

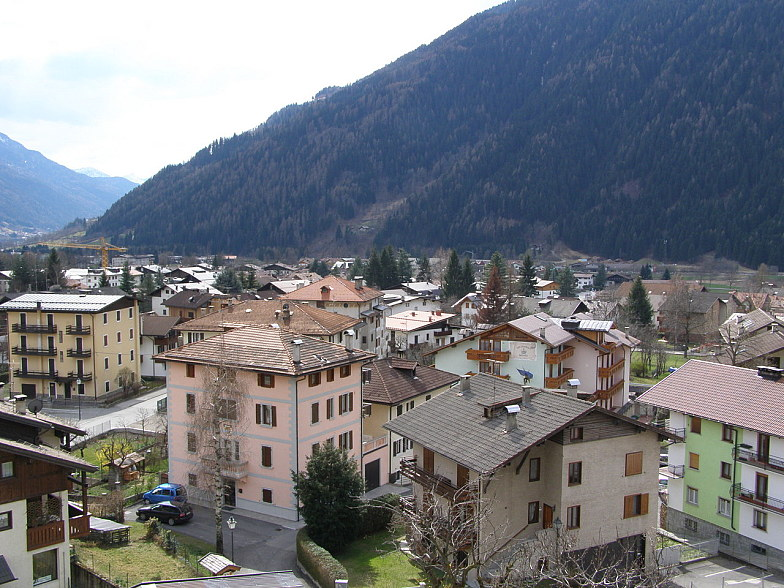
Carisolo
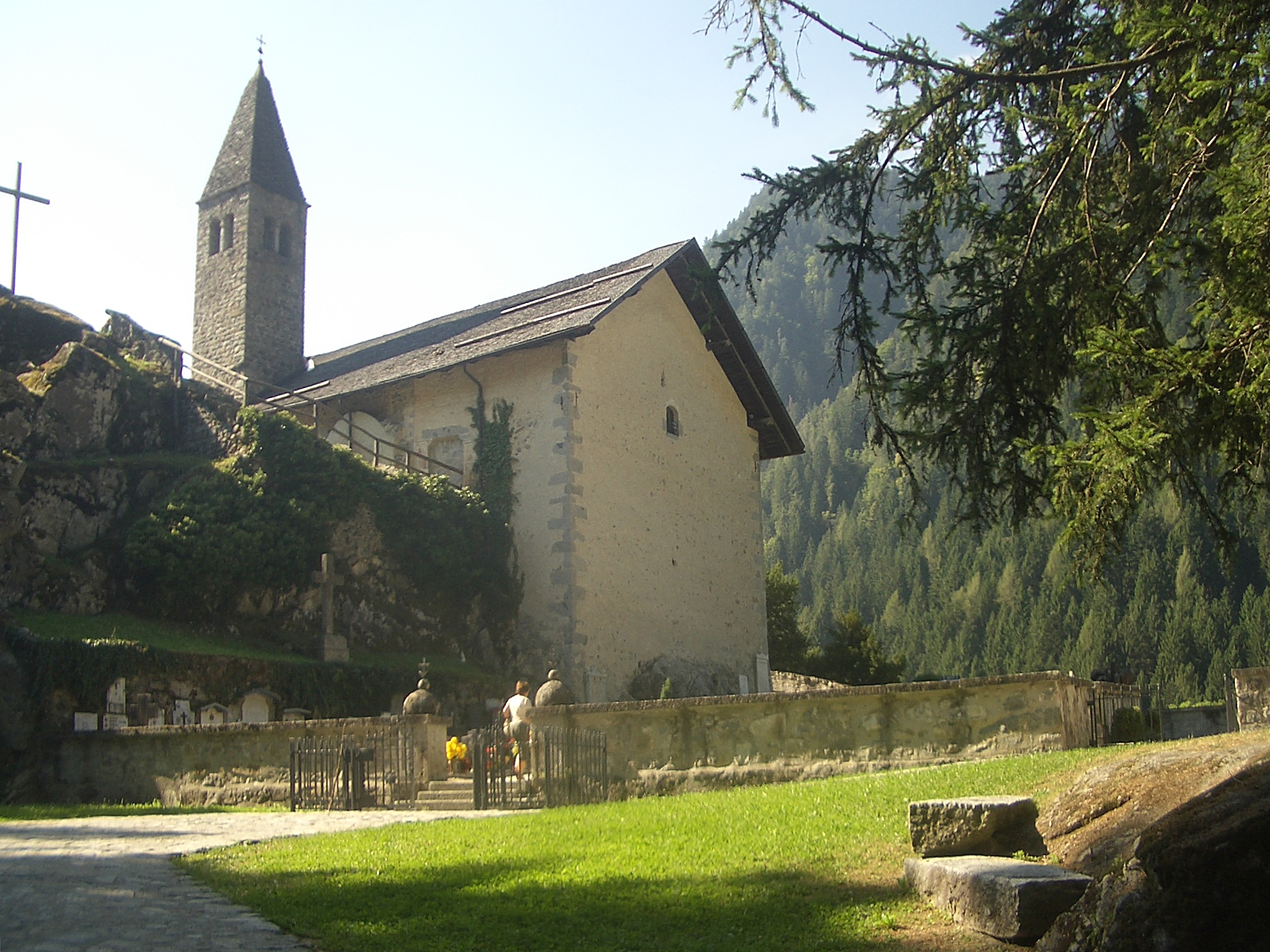
Kerk van Santo Stefano
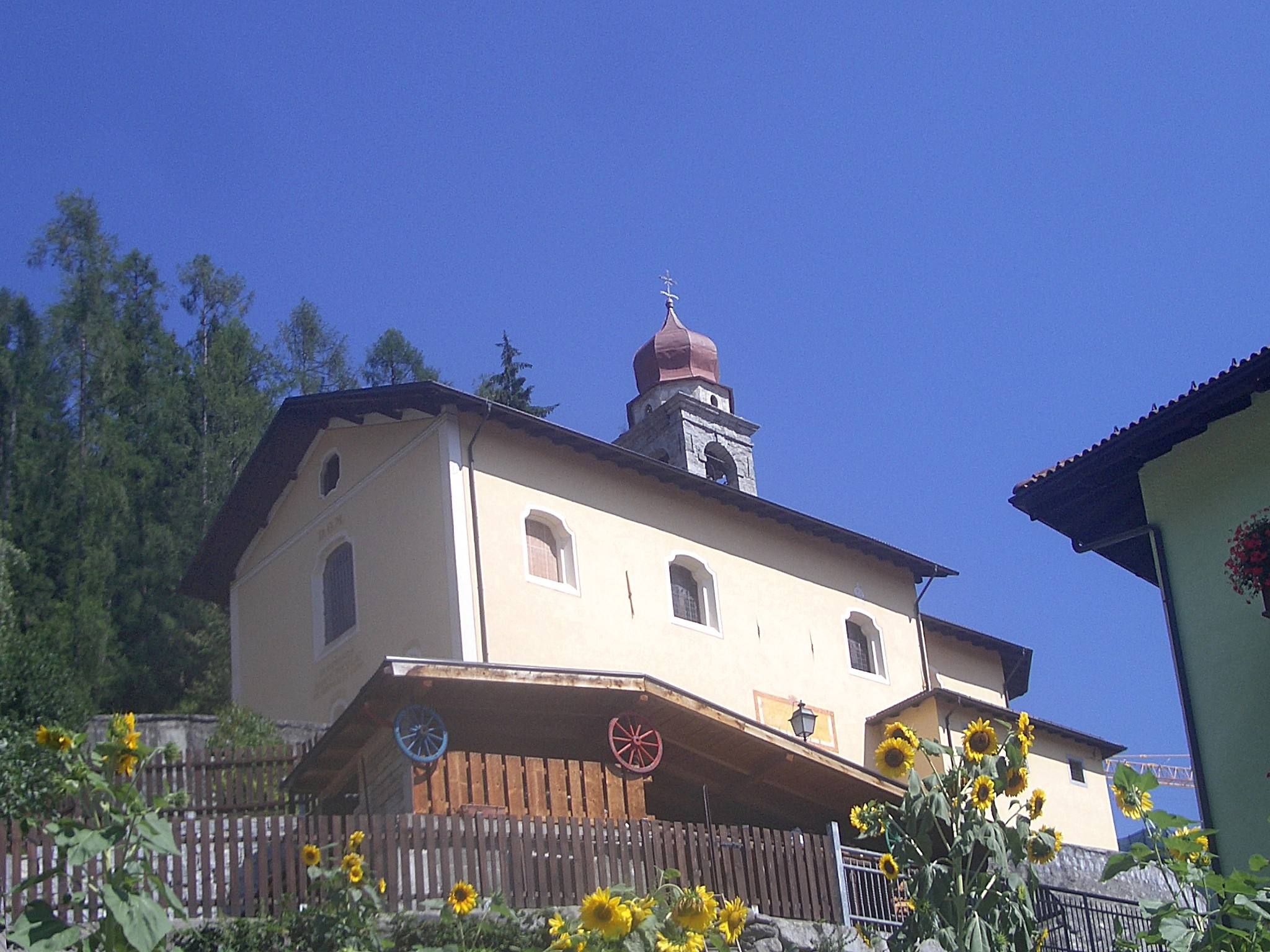
Parochiekerk

## Demografie
Carisolo telt ongeveer 381 huishoudens. Het aantal inwoners steeg in de periode 1991-2001 met 13,8% volgens cijfers uit de tienjaarlijkse volkstellingen van ISTAT.
| Jaar | Inwoneraantal |
| ---- | ------------- |
| 1991 | 807           |
| 2001 | 918           |

## Geografie
Carisolo grenst aan de volgende gemeenten: Vermiglio, Ossana, Pinzolo, Giustino, Caderzone.